# 中县干部
《中县干部》是冯军旗撰写的一篇长达25万字的北京大学社会学系博士学位论文，完成于2010年。该论文以河南省“北山市”下轄的“中县”为原型，对当地的政治生态进行考察和研究。研究自2008年开始，持续了两年之久，在“中县”共采访了161位副科级及以上的干部。

## 标题寓意
冯军旗将该县化名为“中县”，寓意“中部某县”，也寓意“县里的中国”。
虽然依照学术惯例，论文中的人名与地名均进行了技术处理；但冯军旗2008年前往“中县”挂职，其挂职安排中第一年在中县“西城乡”挂职副乡长、第二年在中县县政府挂职县长助理，故可以通过政府公开信息查知，“中县”的原型就是河南省新野县，由此则显然可知“北山市”指的是南阳市。

## 文章内容
论文以批判性视角和参与式观察的人类学方法，对中县官员从1978年以来的政治生涯进行多层次、多角度的考察和研究，展现了一个县级政府的人员结构、升迁方式和相互之间的关系，揭露了整个中国官场运行方式和中国基层政权的“上贡体制”、“买官卖官”以及权力世袭的“政治家族”的恶性政治生态。同时，作者也在论文中提到：如果一个干部到了45岁还没有被提拔为县处级公务员，则其大概率将不再得到提升；女性获得升迁的机会很少，且多依靠家人的政治资源；秘书、办公室主任等官员提升较快，体现了“办公室主任现象”和“秘书现象”；而官员之间的正式或非正式关系在仕途中起重要的作用，而且常常是决定性作用；这种政治现状是整个中国的缩影，作者本人也直言从中县官员身上，可以看到中国所有县级官员的影子。

## 评价
参与博士论文答辩的于建嵘认为，该文章“道出了中国县乡政治的实情”。冯军旗的导师郑也夫则认为“论文调查详尽而扎实”。
评论员雷钟哲认为，冯军旗《中县干部》的很多调查结论可以和政坛的经验相互印证，对政治体制做出了深入的诊断。但旅美学者程海华则在《环球时报》刊文，质疑本文卧底采访的研究手法是否符合美国的学术伦理规范，并认为在中国大陆建立学术伦理机制刻不容缓。
2015年4月，冯军旗撰写的一篇名为《新化复印产业的生命史》的课程论文在网络上走红。澎湃新闻记者杨珊、周哲在提及这篇有关湖南省新化县的论文时也提及了《中县干部》，并认为冯军旗的研究喜好更偏重于“关系型”社会研究，并认为由此他的研究贴近普通百姓，易于贴近实际生活。《钱江晚报》记者李晓鹏也不约而同提及了这篇论文，认为冯军旗的论文具有创新精神，思路、方法和费孝通《江村经济》一样贴近现实生活，少见专业术语；并认为这样的文章十分稀缺且可贵。

## 反思
陕西《华商报》指出，“中县”的政治生态很不健康，“政治家族”的现状实际上瓜分了县内的政治权利，并对其家族化、私有化，垄断了公共资源；更进一步指出了这种政治生态会加剧阶层分化，激化社会矛盾，应该加强对权力的制衡监督。

## 备注
1. ↑  此条目引用的《中国青年报》报道中，其所使用的冯军旗肖像图片与新野县政府网站上“冯军旗”的肖像完全一致。